# Tuvan, Nykarleby
Tuvan är en ö i Finland. Den ligger i Bottenviken och i kommunen Nykarleby i den ekonomiska regionen  Jakobstadsregionen i landskapet Österbotten, i den västra delen av landet. Ön ligger omkring 71 kilometer nordöst om Vasa och omkring 410 kilometer norr om Helsingfors.
Öns area är 2,1 hektar och dess största längd är 260 meter i nord-sydlig riktning.